# Bob McAdoo
Robert Allen McAdoo Jr., nascut el 25 de setembre de 1951) és un exjugador i entrenador professional de bàsquet estatunidenc. Va jugar 14 temporades a la Associació Nacional de Bàsquet (NBA), on va ser cinc vegades NBA All-Star i va ser nomenat Jugador més valuós de la NBA (MVP) el 1975. Va guanyar dos campionats de la NBA amb els Los Angeles Lakers durant la seva era Showtime als anys 80. El 2000, McAdoo va ser introduït al Saló de la Fama del bàsquet Naismith. Va ser nomenat a l'Equip del 75è aniversari de la NBA el 2021.
McAdoo va jugar de pivot durant la major part de la seva carrera. En la seva carrera de 21 temporades com a jugador, va passar 14 temporades a la NBA i les seves últimes set a la Lega Basket Serie A a Itàlia. McAdoo és un dels pocs jugadors que han guanyat tant la NBA com la Copa de Campions d'Europa de la FIBA (Euroliga) com a jugador. Més tard va guanyar tres títols més de la NBA el 2006, 2012 i 2013 com a assistent entrenador dels Miami Heat.

## Primers anys
McAdoo es va criar a Greensboro, North Carolina. La seva mare, Vandalia, ensenyava a la seva escola primària, i el seu pare, Robert, era conserge a la Universitat North Carolina A&T. McAdoo va assistir a Ben L. Smith High School, on no només va participar en bàsquet i atletisme, sinó que també va formar part de la banda de música com a saxofonista.
Com a sènior, va liderar Smith a les semifinals estatals de bàsquet i al torneig estatal d'atletisme, on va establir un nou rècord estatal de salt d'alçada de 6 peus i 7 polzades, superant el futur company de North Carolina Bobby Jones.

## Carrera universitària
Després de l'institut, McAdoo inicialment no tenia les notes acadèmiques necessàries per a les universitats de Divisió I, així que va decidir matricular-se a la Vincennes University, llavors un junior college, a Vincennes, Indiana des de 1969 fins a 1971. La Vincennes University va guanyar el NJCAA Men's Division I Basketball Championship el 1970, amb McAdoo anotant 27 punts a la final. El seu company de pis era el seu company d'equip Foots Walker. McAdoo va ser nomenat Junior College All-American com a jugador de segon any el 1971.

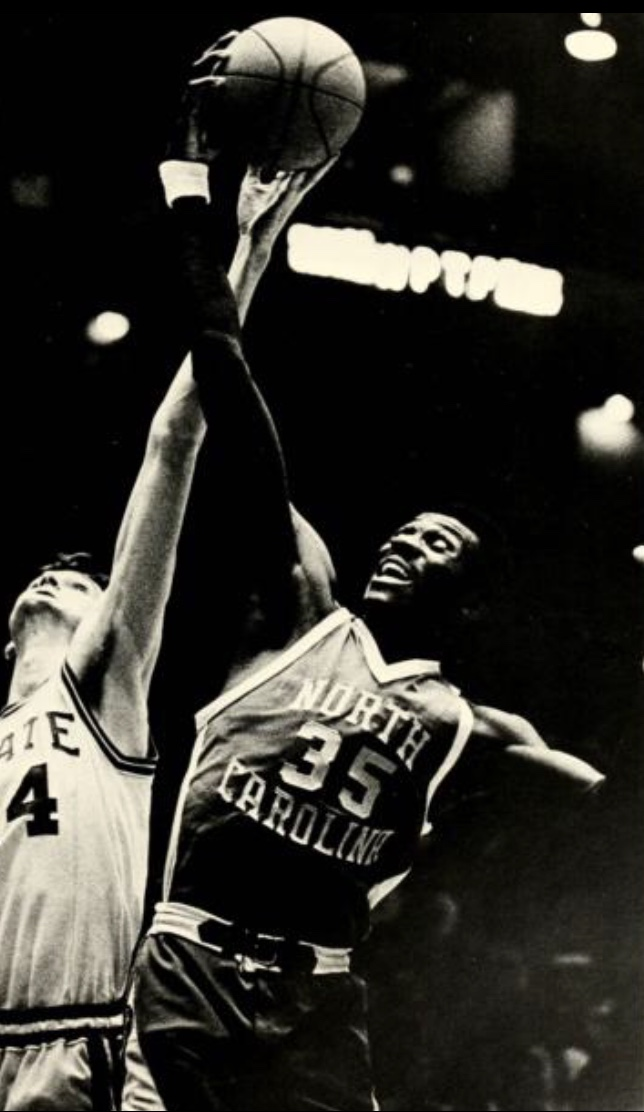
McAdoo en la seva única temporada a la UNC

A Vincennes, McAdoo va promitjar 19,3 punts i 10 rebots el 1969–70 i 25,0 punts i 11,0 rebots el 1970–71.
McAdoo va jugar per Team USA als Jocs Panamericans de 1971, a l'estiu de 1971, amb una mitjana de 11,0 punts per partit.
"No el vam reclutar realment", va dir l'entrenador Dean Smith de North Carolina. "La seva mare ens va trucar per començar. Va dir que totes les altres escoles el reclutaven. Per què no nosaltres?"
McAdoo es va matricular a la Universitat de North Carolina el 1971, l'únic jugador de junior college que Dean Smith va reclutar a la seva carrera. McAdoo, jugant al costat de Bobby Jones, va liderar els Tar Heels 1971–72 de Smith a un rècord de 26–5 i a la Final Four del 1972 NCAA University Division basketball tournament. McAdoo va promitjar 19,5 punts i 10,1 rebots. Va ser nomenat al primer equip All-American. També va obtenir els honors de MVP al torneig ACC.
Al·legant dificultats familiars, McAdoo va buscar i va obtenir una elegibilitat anticipada per al 1972 NBA draft sota la clàusula de "dificultat" que va existir fins al 1977. McAdoo va consultar amb l'entrenador Dean Smith, qui el va animar a anar a la NBA.
McAdoo va dir: "Quan vaig marxar, molta gent estava molt enfadada i molesta. Però Dean em va donar la seva benedicció. Em va dir: 'Si et van a oferir aquest tipus de diners, crec que hauries de marxar per ajudar-te a tu i a la teva família'. Vaig tenir la seva benedicció. La meva mare estava totalment en contra, però el meu pare i Dean Smith van ser els que em van fer mudar".

## Carrera professional

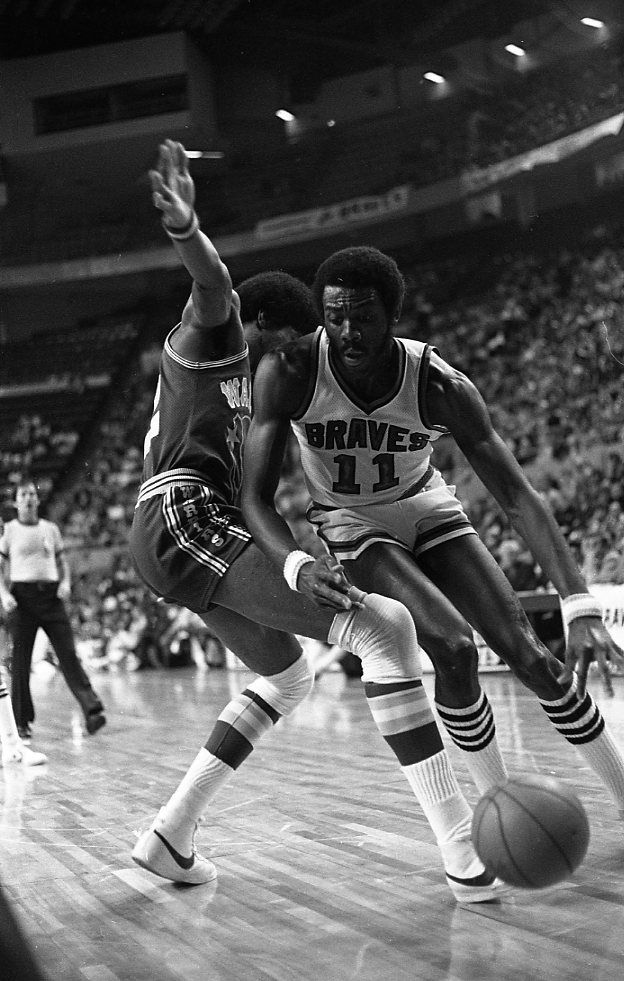
McAdoo (11) jugant pels Buffalo Braves

### Drafts de la ABA i la NBA de 1972
McAdoo va buscar i va obtenir una elegibilitat anticipada al 1972 NBA draft.
No obstant això, es rumorejava que McAdoo havia signat amb els Virginia Squires de la rival American Basketball Association després d'un draft "secret" de la ABA en què els noms dels escollits no es van fer públics. Encara que no es va presentar cap contracte i McAdoo ho va negar, el comissionat de la NBA Walter Kennedy suposadament va aconsellar als equips de la NBA que no seleccionessin McAdoo. Altres informes van ser que es va signar un contracte i es va anul·lar, perquè McAdoo era massa jove per haver-lo signat i que Buffalo d'alguna manera sabia això. Més tard, McAdoo va ser anotat com la primera elecció del draft de la American Basketball Association de 1972.

### Buffalo Braves (1972–1976)
Buffalo va actuar de totes maneres, i McAdoo va ser seleccionat amb la segona elecció general pels Buffalo Braves (ara els Los Angeles Clippers), després dels rumors que les converses contractuals entre els Portland Trail Blazers i McAdoo no van arribar a bon terme amb la primera elecció. LaRue Martin va ser seleccionat per Portland. McAdoo va signar amb els Braves i ràpidament es va convertir en un dels principals jugadors de la NBA. Va guanyar el premi al Premi al millor jugador novell de la NBA de 1973 i va ser nomenat al NBA All-Rookie First Team. Va obtenir el primer de tres títols consecutius de màxim anotador de la NBA en la seva segona temporada.
McAdoo estava frustrat amb les derrotes de Buffalo a la seva temporada de novell, dient: "Aquí estava assegut a Buffalo, anàvem a perdre 61 partits i no teníem cap jugador. La meva dona hauria pogut superar aquella gent".
La seva segona temporada (1973–74) segueix sent l'última vegada que un jugador de la NBA ha promitjat tant 30,0 punts com 15,0 rebots per partit. McAdoo també va liderar la NBA en percentatge de tirs de camp el 1973–74, tirant amb un 54,7 per cent. Aquell any va gaudir de la seva primera de cinc seleccions All-Star, i va liderar Buffalo a la seva primera aparició als playoffs, tot i que perdrien a la primera ronda contra Dave Cowens i els eventuals campions Boston Celtics.
A la 1974–75, li van atorgar el Premi al jugador més valuós de la NBA, amb una mitjana de 34,5 punts, 14,1 rebots i 2,12 tapons per partit, mentre que tirava amb un 51,2 per cent des del camp i un 80,5 per cent des de la línia de tirs lliures. També va liderar la lliga en votacions de fans per al All-Star Game de 1975 amb 98.325 vots. McAdoo és el jugador més jove que ha tingut un partit de 50 punts/20 rebots. Aquella temporada, amb McAdoo ajudat per la forta actuació de Jim McMillian i Randy Smith, els Braves acabarien amb un rècord millorat de 49–33, tot i que novament perdrien al seu primer enfrontament de post-temporada, aquesta vegada una derrota en set partits contra Elvin Hayes, Wes Unseld, i els Washington Bullets
Durant els 1976 NBA Playoffs, McAdoo i els Braves finalment avançarien de la primera ronda, superant els Philadelphia 76ers mentre McAdoo promitjava 30,3 punts, 18,7 rebots i 4,3 assistències en 47,3 minuts per partit. No obstant això, a la ronda següent els Braves serien novament eliminats pels Celtics, que tornarien a guanyar les finals.
La temporada següent, el 7 de desembre de 1976, McAdoo va agafar un màxim de la seva carrera de 29 rebots, mentre que va afegir 42 punts, en una derrota per 107–103 contra els Indiana Pacers. Dos dies més tard, McAdoo va ser traspassat pels Buffalo Braves amb Tom McMillen als New York Knicks per John Gianelli i diners en efectiu.
L'estil de McAdoo era molt modern per a la seva època. Encara que un "home gran" a 6 ft 9 in (2.06 m), no tenia problemes per tirar des del perímetre, el que, en el seu millor moment, el convertia en una força gairebé imparable a l'atac. En 334 partits amb Buffalo, McAdoo va promitjar 28,2 punts, 12,7 rebots, 2,6 assistències, 2,4 tapons i 1,1 robatoris.

### New York Knicks (1976–1979)
En 52 partits amb els Knicks el 1976–77, McAdoo va tenir una mitjana de 26,7 punts, 12,7 rebots, 2,7 assistències, 1,3 taps i 1,2 robatoris sota la direcció de l'entrenador del Hall of Fame Red Holzman, ja que els Knicks van acabar amb un rècord de 40–42, quedant fora dels playoffs. En unir-se als Knicks, McAdoo va jugar al costat dels seus futurs companys del Hall of Fame Walt Frazier, Earl Monroe, Spencer Haywood, Bill Bradley i Phil Jackson.
El 1977–78, els Knicks van acabar amb un rècord de 43–39 sota el nou entrenador Willis Reed, mentre McAdoo va tenir una mitjana de 26,5 punts, 12,8 rebots, 3,8 assistències, 1,6 taps i 1,3 robatoris en 79 partits. Els Knicks van derrotar els Cleveland Cavaliers 2–0 als playoffs de la Conferència Est, abans de perdre contra els Philadelphia 76ers amb Julius Erving 4–0 a les semifinals de la Conferència Est. McAdoo va tenir una mitjana de 34,0 punts, 9,0 rebots i 2,0 assistències a la sèrie contra els Cavaliers i 18,8 punts, 10,0 rebots, 4,8 assistències, 2,3 taps i 1,5 robatoris a la sèrie contra els 76ers.
El 1978–79, els Knicks van acomiadar Willis Reed i van tornar a contractar Red Holtzman a mitja temporada. El 23 de gener de 1979, McAdoo va marcar la seva màxima puntuació com a Knick, amb 45 punts en una derrota de 148–124 contra els Los Angeles Lakers. Després de 40 partits amb els Knicks, McAdoo tenia una mitjana de 26,9 punts, 9,5 rebots i 3,2 assistències quan va ser traspassat. El 12 de febrer de 1979, McAdoo va ser traspassat pels Knicks als Boston Celtics a canvi de Tom Barker i tres eleccions de primera ronda al 1979 NBA draft. Al draft, els Knicks van seleccionar Bill Cartwright amb la tercera elecció, Larry Demic amb la novena i Sly Williams amb la 21a.
En 171 partits amb els Knicks, McAdoo va tenir una mitjana de 26,7 punts, 12,0 rebots, 3,3 assistències, 1,4 taps i 1,3 robatoris.

### Boston Celtics (1979)
Durant la seva etapa a Boston sota la direcció del jugador/entrenador Dave Cowens, Boston va acabar amb un rècord de 29–53. McAdoo va tenir una mitjana de 20,6 punts i 7,1 rebots, jugant menys minuts en un joc interior amb Cowens, Cedric Maxwell, Marvin Barnes i Rick Robey.
Després de la temporada, Boston va acomiadar Cowens com a entrenador, el va substituir per Bill Fitch, i Larry Bird va arribar des de l'estat d'Indiana.
El 6 de setembre de 1979, McAdoo va ser traspassat pels Celtics als Detroit Pistons a canvi d'una elecció de primera ronda del draft de 1980 (Joe Barry Carroll va ser seleccionat més tard) i una elecció número 13 (primera ronda) del draft de 1980 (Rickey Brown va ser seleccionat més tard). Aquest intercanvi es va organitzar com a compensació perquè Boston va fitxar l'agent lliure veterà M.L. Carr el 24 de juliol de 1979. La primera elecció que va rebre Boston va ser traspassada més tard als Golden State Warriors, que la van utilitzar per seleccionar Carroll. A canvi, Boston va rebre la tercera elecció general (utilitzada per seleccionar Kevin McHale) i el pivot Robert Parish.

### Detroit Pistons (1979–1981)
El 1979–80, McAdoo es va unir a un equip dels Pistons que va acabar amb un rècord de 16–66 sota la direcció dels entrenadors Dick Vitale (4–8), que havia animat el traspàs de McAdoo, i el seu substitut Richie Adubato (12–58). Jugant al costat del membre del Hall of Famer Bob Lanier, McAdoo va tenir una mitjana de 21,1 punts i 8,1 rebots en 58 partits.
El 19 de febrer de 1981, McAdoo, que havia estat lesionat, va afirmar que estava sa i va demanar que el reincorporessin a la quintet titular dels Pistons. L'entrenador Scotty Robertson va denegar la seva petició, dient que McAdoo no havia entrenat i que no estava en forma física adequada. McAdoo va demanar que li permetessin tornar a casa i se li va permetre marxar. L'endemà, el director general dels Pistons, Jack McCloskey, va notificar a McAdoo que no tornés per la resta de la temporada. L'11 de març de 1981, McAdoo va ser renunciat pels Pistons després de jugar només sis partits amb l'equip el 1980–81, ja que Detroit va acabar amb un rècord de 21–61. Ell seria l'últim jugador dels Pistons a portar el número 11 abans de l'arribada de Isiah Thomas.

### New Jersey Nets (1981)
El 13 de març de 1981, McAdoo va fitxar com a agent lliure amb els New Jersey Nets. Va jugar deu partits amb els Nets, amb una mitjana de 15 minuts per partit, mentre els Nets van acabar amb un rècord de 24–58.

### Los Angeles Lakers (1981–1985)
El 24 de desembre de 1981, McAdoo va ser traspassat pels New Jersey Nets als Los Angeles Lakers a canvi d'una elecció de segona ronda del draft de 1983 (Kevin Williams va ser seleccionat més tard). McAdoo no havia jugat pels Nets a la temporada 1981–82 i Mitch Kupchak s'havia lesionat pels Lakers.
"Quan va començar la temporada 1981–82, estava enmig d'una disputa contractual amb els New Jersey Nets. No obstant això, ni tan sols podia jugar perquè encara em recuperava d'una cirurgia de temporada baixa per eliminar-me espines ossoses del peu. Hi va haver moments, passant mesos amb muletes, en què vaig pensar que la meva carrera havia acabat." McAdoo va reflexionar: "Però vaig rebre una trucada dels Lakers el vespre de Nadal. Acababen de perdre un jugador clau, Mitch Kupchak, que es va trencar el genoll. A curt termini, esperaven que pogués omplir el seu buit sortint des de la banqueta. A llarg termini, crec que esperaven que pogués ajudar l'equip a anar en la direcció correcta."
McAdoo va tenir un final memorable a la seva carrera a la NBA, guanyant dos títols de la NBA amb els Los Angeles Lakers el 1982 i el 1985 com a jugador reserva clau als equips de l'època Showtime amb els membres del Hall of Famers Magic Johnson, Kareem Abdul-Jabbar i James Worthy. L'expMVP estava silenciós frustrat per no ser titular darrere de jugadors com Jim Brewer, Mark Landsberger i Kurt Rambis, però es va sacrificar per formar part d'equips campions.
"Aquest campionat és l'única cosa que no tinc, faré el que calgui per aconseguir-ho." McAdoo va dir jugant amb els Lakers el 1982.
El 1981–82, els Lakers van guanyar el campionat de la NBA de 1982, ja que Pat Riley havia assumit l'entrenament de Paul Westhead. Riley i McAdoo van començar així una relació professional que va continuar durant dècades. En 41 partits amb els Lakers, McAdoo va tenir una mitjana de 9,6 punts i 3,9 rebots en 18,2 minuts a la temporada regular. A les 1982 NBA Finals, McAdoo va tenir una mitjana de 16,3 punts en 27 minuts mentre els Lakers derrotaven els Philadelphia 76ers 4–2. A tots els playoffs, McAdoo va tenir una mitjana de 16,7 punts i 6,8 rebots.
McAdoo va tornar a fitxar pels Lakers per a la temporada 1982–83, rebutjant una oferta més lucrativa dels Philadelphia 76ers per romandre amb els Lakers.
Amb una mitjana de 15,0 punts el 1982-1983 i 13,1 punts el 1983–84 pels Lakers a les següents dues temporades, l'equip va acabar amb un rècord de 58–24 i 54–28. McAdoo va jugar amb un isquiotibial greument lesionat als playoffs de 1983. "Si haguéssim pogut tenir Mac (McAdoo) sa, potser hauríem tingut una oportunitat", va dir l'entrenador Riley després de la derrota de 1983 contra els Philadelphia 76ers a les Finals de la NBA.
McAdoo va tenir una mitjana de 12,5 punts i 5,5 rebots mentre els Lakers van perdre 4–3 contra els Boston Celtics a les Finals de la NBA de 1984.
McAdoo va ajudar els Lakers a aconseguir un altre campionat de la NBA el 1984–85, derrotant Boston 4–2 a les Finals de la NBA. McAdoo va ser el sisè home, amb una mitjana de 8,2 punts i 3,0 rebots a les Finals de la NBA de 1985 i 11,4 punts a tots els playoffs. Després de la temporada, els Lakers no van tornar a fitxar McAdoo, sinó que van oferir un contracte al veterà Maurice Lucas per al paper de sisè home.
"Va ser una gran oportunitat per a mi jugar amb Kareem i Magic", va dir McAdoo sobre la seva etapa amb els Lakers. "Per primera vegada a la meva carrera, vaig tenir l'oportunitat de guanyar un campionat. Però no tenia cap pensament a la ment sobre sortir de la banqueta. Simplement va passar. Per a mi, era un fet que jo seria titular. No tenien ningú que pogués aguantar-me en aquella posició, però ho vaig acceptar perquè mai havia estat a un equip campió. I mai he estat algú que causi disrupcions o res semblant."

### Philadelphia 76ers (1986)
El 31 de gener de 1986, McAdoo va fitxar com a agent lliure amb els Philadelphia 76ers.
Va acabar la seva carrera a la NBA amb 29 partits pels Philadelphia 76ers a la temporada 1985–86, amb una mitjana de 10,1 punts al costat de Julius Erving, Moses Malone i Charles Barkley. McAdoo va tenir una mitjana de 10,8 punts a les dues sèries de playoffs dels 76ers. A l'últim partit de la seva carrera a la NBA, McAdoo va marcar 7 punts i va agafar 4 rebots en 12 minuts de joc, durant una derrota de 113-112 a les semifinals del 7è partit contra els Milwaukee Bucks.

### Totals de la carrera a la NBA
A la seva carrera a la NBA, McAdoo va marcar 18.787 punts. Va tenir una mitjana de 22,1 punts, 9,4 rebots, 2,3 assistències, 1,5 taps i 1,0 robatoris en 852 partits. Va jugar pels Buffalo Braves (1972–1976), New York Knicks (1976–1979), Boston Celtics (1979), Detroit Pistons (1979–1980), New Jersey Nets (1980–1981), Los Angeles Lakers (1981–1985) i Philadelphia 76ers (1986).

### Lliga italiana (1987–1992)
Després que la seva carrera a la NBA va acabar, McAdoo va jugar a Itàlia, primer jugant amb Olimpia Milano, com un dels millors jugadors americans mai vistos a Europa, i la FIBA European Champions Cup (ara coneguda com a EuroLeague). McAdoo va jugar amb l'Olimpia Milano de la temporada 1986–87 a la temporada 1989–90. Va liderar el club a dos títols consecutius de la FIBA European Champions Cup (EuroLeague), a les temporades 1986–87 i 1987–88, sent nomenat el EuroLeague Final Four MVP a 1988. Amb el mateix club, també va guanyar la FIBA Intercontinental Cup (1987), dos campionats de la Lliga italiana (1987, 1989) i la Copa italiana (1987).
Més tard, va jugar amb els clubs italians Filanto Forlì (1990–92) i Teamsystem Fabriano (1992), abans de retirar-se del bàsquet professional el 1992, als 41 anys. A la seva última temporada, es va retirar després de jugar només 2 partits. En set temporades a la Lliga italiana, McAdoo va jugar en 201 partits i va tenir una mitjana de 27,0 punts i 8,9 rebots per partit. En tres temporades a l'EuroLeague, totes com a membre de l'Olimpia Milano, va tenir una mitjana de 25,8 punts per partit en general, amb una mitjana de 21,8 punts per partit el 1986–87, 29,1 punts per partit el 1987–88 i 25,5 punts per partit a 1989–90.

## Trajectòria com a entrenador/explorador
A partir de 1995, McAdoo va treballar 25 anys pels Miami Heat. Va ser entrenador assistent durant 19 temporades sota Pat Riley (1995–2003, 2005–2008), Stan Van Gundy (2003–2005) i Erik Spoelstra (2008–2013), guanyant tres campionats de la NBA. Des de llavors, ha treballat les últimes cinc temporades com a explorador i responsable de relacions amb la comunitat a Miami.
McAdoo va arribar a l'organització dels Heat quan Pat Riley, que havia estat el seu entrenador durant dues temporades de campionat amb els Lakers als anys 80, va deixar els New York Knicks per convertir-se en entrenador principal i director general dels Heat el 1995. Riley va contactar ràpidament amb McAdoo per unir-se al seu cos tècnic.

## Vida personal

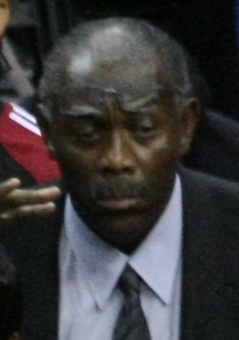
McAdoo el 2009

La primera esposa de McAdoo, Charlina, va morir de càncer el 1991. Van tenir quatre fills junts: els fills Robert III i Russell, i la seva filla Rita viuen a Nova Jersey, mentre que l'altre fill, Ross, viu a Alaska.
McAdoo i la seva esposa, Patrizia, amb qui es va conèixer mentre jugava professionalment a Itàlia, viuen a Boca Raton, Florida. Tenen dos fills. La seva filla Rasheeda es va graduar a Georgia Tech, on va jugar a l'equip de tennis i es va classificar per al Campionat Individual Femenil de la NCAA de 2017. Juga a tennis professional. El seu fill Ryan és jugador de bàsquet a la Universitat de North Carolina.
El 2010, McAdoo va participar en el programa Basketball Without Borders a Singapur, que utilitza l'esport per crear un canvi social positiu en les àrees d'educació, salut i benestar. També va participar en el programa a Beijing el 2009 i a la gira NBA Legends a Sud-àfrica el 1993, una missió de bona voluntat per promocionar la NBA. McAdoo també va ser l'assessor tècnic de bàsquet per a la pel·lícula de 1993, "The Air Up There", protagonitzada per Kevin Bacon.
El 2012, McAdoo va ser tractat per un trombo a la cama.
El cosí segon de McAdoo, Ronnie McAdoo, és el pare de James Michael McAdoo, que també va jugar per a l'equip de bàsquet dels Tar Heels i es va convertir en professional el 2014. El 2013, l'exp jugador de la NFL Ephraim Salaam va revelar que és nebot de McAdoo.

## Honors
- El 1993, McAdoo va ser inclòs al North Carolina Sports Hall of Fame.[65]
- McAdoo va ser inclòs al Greater Buffalo Sports Hall of Fame el 1995.[66] McAdoo encara manté el rècord dels Braves/Clippers de més minuts jugats per partit (40,1), cistelles anotades per partit (11,1) i intents de llançament per partit (22,1).
- McAdoo va ser consagrat al Naismith Memorial Basketball Hall of Fame el 2000.
- El 2006, McAdoo va ser inclòs al College Basketball Hall of Fame.
- El 2008, va ser nomenat als 50 Greatest EuroLeague Contributors.[67]
- McAdoo va ser inclòs al Olimpia Milano Hall of Fame, el 2013.[68]
- El 2016, el gimnàs de l'institut Ben L. Smith (Districte Escolar del Comtat de Guilford) va ser anomenat en honor a McAdoo.[69]
- El 2019, McAdoo va ser homenatjat, juntament amb set altres, per la Universitat de North Carolina en una pancarta que mostrava antics estudiants de la UNC que havien estat escollits pel Naismith Basketball Hall of Fame.[70]
- McAdoo és membre del Guilford County Sports Hall of Fame.[71]
- El 2021, McAdoo va ser escollit per a l'NBA 75th Anniversary Team.

## Estadístiques de la carrera a la NBA

### Temporada regular
| Any         | Equip        | PJ  | PT | Min   | %TC   | %T3  | %TL  | RPP  | APP | ROB | TPP | PPP   |
| ----------- | ------------ | --- | -- | ----- | ----- | ---- | ---- | ---- | --- | --- | --- | ----- |
| 1972-73     | Buffalo      | 80  | —  | 32.0  | .452  | —    | .774 | 9.1  | 1.7 | —   | —   | 18.0  |
| 1973-74     | Buffalo      | 74  | —  | 43.0  | .547* | —    | .793 | 15.1 | 2.3 | 1.2 | 3.3 | 30.6* |
| 1974-75     | Buffalo      | 82  | —  | 43.2* | .512  | —    | .805 | 14.1 | 2.2 | 1.1 | 2.1 | 34.5* |
| 1975-76     | Buffalo      | 78  | —  | 42.7* | .487  | —    | .762 | 12.4 | 4.0 | 1.2 | 2.1 | 31.1* |
| 1976-77     | Buffalo      | 20  | —  | 38.4  | .455  | —    | .696 | 13.2 | 3.3 | 0.8 | 1.7 | 23.7  |
| 1976-77     | New York     | 52  | —  | 39.1  | .534  | —    | .757 | 12.7 | 2.7 | 1.2 | 1.3 | 26.7  |
| 1977-78     | New York     | 79  | —  | 40.3  | .520  | —    | .727 | 12.8 | 3.8 | 1.3 | 1.6 | 26.5  |
| 1978-79     | New York     | 40  | —  | 39.9  | .541  | —    | .651 | 9.5  | 3.2 | 1.6 | 1.2 | 26.9  |
| 1978-79     | Boston       | 20  | —  | 31.9  | .500  | —    | .670 | 7.1  | 2.0 | 0.6 | 1.0 | 20.6  |
| 1979-80     | Detroit      | 58  | —  | 36.2  | .480  | .125 | .730 | 8.1  | 3.4 | 1.3 | 1.1 | 21.1  |
| 1980-81     | Detroit      | 6   | —  | 28.0  | .366  | —    | .600 | 6.8  | 3.3 | 1.3 | 1.2 | 12.0  |
| 1980-81     | New Jersey   | 10  | —  | 15.3  | .507  | .000 | .810 | 2.6  | 1.0 | 0.9 | 0.6 | 9.3   |
| 1981-82†    | L.A. Lakers  | 41  | 0  | 18.2  | .458  | .000 | .714 | 3.9  | 0.8 | 0.5 | 0.9 | 9.6   |
| 1982-83     | L.A. Lakers  | 47  | 1  | 21.7  | .520  | .000 | .730 | 5.3  | 0.8 | 0.9 | 0.9 | 15.0  |
| 1983-84     | L.A. Lakers  | 70  | 0  | 20.8  | .471  | .000 | .803 | 4.1  | 1.1 | 0.6 | 0.7 | 13.1  |
| 1984-85†    | L.A. Lakers  | 66  | 0  | 19.0  | .520  | .000 | .753 | 4.5  | 1.0 | 0.3 | 0.8 | 10.5  |
| 1985-86     | Philadelphia | 29  | 0  | 21.0  | .462  | —    | .765 | 3.6  | 1.2 | 0.3 | 0.6 | 10.1  |
| Trajectòria | Trajectòria  | 852 | 1  | 33.2  | .503  | .081 | .754 | 9.4  | 2.3 | 1.0 | 1.5 | 22.1  |
| All-Star    | All-Star     | 5   | 3  | 25.2  | .578  | —    | .737 | 6.0  | 1.2 | 0.8 | 0.4 | 17.6  |

### Playoffs
| Any         | Equip        | PJ | PT | Min   | %TC  | %T3  | %TL  | RPP  | APP | ROB | TPP | PPP   |
| ----------- | ------------ | -- | -- | ----- | ---- | ---- | ---- | ---- | --- | --- | --- | ----- |
| 1974        | Buffalo      | 6  | —  | 45.2  | .478 | —    | .809 | 13.7 | 1.5 | 1.0 | 2.2 | 31.7  |
| 1975        | Buffalo      | 7  | —  | 46.7* | .481 | —    | .740 | 13.4 | 1.4 | 0.9 | 2.7 | 37.4* |
| 1976        | Buffalo      | 9  | —  | 45.1* | .451 | —    | .707 | 14.2 | 3.2 | 0.8 | 2.0 | 28.0  |
| 1978        | New York     | 6  | —  | 39.7  | .484 | —    | .600 | 9.7  | 3.8 | 1.2 | 2.0 | 23.8  |
| 1982†       | L.A. Lakers  | 14 | —  | 27.7  | .564 | —    | .681 | 6.8  | 1.6 | 0.7 | 1.5 | 16.7  |
| 1983        | L.A. Lakers  | 8  | —  | 20.8  | .440 | .333 | .786 | 5.8  | 0.6 | 1.4 | 1.3 | 10.9  |
| 1984        | L.A. Lakers  | 20 | —  | 22.4  | .516 | .000 | .704 | 5.4  | 0.6 | 0.6 | 1.4 | 14.0  |
| 1985†       | L.A. Lakers  | 19 | 0  | 20.9  | .472 | .000 | .745 | 4.5  | 0.8 | 0.5 | 1.4 | 11.4  |
| 1986        | Philadelphia | 5  | 0  | 14.6  | .556 | —    | .875 | 2.8  | 0.4 | 0.8 | 1.0 | 10.8  |
| Trajectòria | Trajectòria  | 94 | 0  | 28.9  | .491 | .250 | .724 | 7.6  | 1.4 | 0.8 | 1.6 | 18.3  |